# مسجد کوشه (قشم)
 آثار دیدنی روستای کوشه  (قشم) در روستای کوشه در بخش مرکزی از توابع 
شهرستان قشم و از نقاط دیدنی استان هرمزگان در جنوب ایران است.
«مسجد کوشه» مسجدی تاریخی واقع در روستای کوشه، وجود لوحه‌ای به خط کوفی، در مسجد کوشه در دشت مرکزی جزیره قشم، بیان‌گر آن است که این مسجد، در سال ۲۴۴ هجری قمری تعمیر شده‌است. 
گمان می‌رود این مسجد، در پیش از اسلام، آتشکده بوده که در زلزله سال ۸۲۶ هجری قمری، خراب می‌شود. گویا مسجد در زمان خلیفه دوم ساخته شده‌است.